# 邓小平青少年时代活动旧址
邓小平青少年时代活动旧址位於四川省廣安市廣安區。包括廣安縣立高等小學堂舊址、北山小學堂、蠶房院子、翰林院子4处全国重点文物保护单位，淡氏墓、鄧紹昌墓2处四川省文物保护单位。
2002年12月27日公佈為四川省第六批省級文物保護單位，併入鄧小平故居。2006年5月25日，廣安縣立高等小學堂舊址、北山小學堂列為第六批全國重點文物保護單位，歸入第五批全國重點文物保護單位鄧小平故居。2013年3月5日蠶房院子、翰林院子列為第七批全國重點文物保護單位，歸入第五批全國重點文物保護單位鄧小平故居。